# إليا إيلييف
إليا إيلييف (بالبلغارية: Илия Илиев)‏ هو لاعب كرة قدم بلغاري في مركز الوسط، ولد في 20 ديسمبر 1974 في صوفيا في بلغاريا. لعب مع او في سي سليفن 2000 وبوتيف فراتسا وسبتمفري صوفيا وسلافيا صوفيا ونادي أحمد غروزني ونادي سبارتاك فارنا ونادي ليتكس لوفتش.

## وصلات خارجية
- إليا إيلييف على موقع قاعدة بيانات كرة القدم.إي يو (الإنجليزية)